# Skällinge landskommun
Skällinge landskommun  var en tidigare kommun i Hallands län.

## Administrativ historik
När 1862 års kommunalförordningar trädde i kraft inrättades i Sverige cirka 2 500 kommuner. Huvuddelen av dessa var landskommuner (baserade på den äldre sockenindelningen), vartill kom 89 städer och åtta köpingar. Då inrättades i Skällinge socken i Himle härad i Halland denna kommun. 
Vid kommunreformen 1952 uppgick denna  landskommun i Himledalens landskommun som senare 1971 uppgick i Varbergs kommun.

## Politik

### Mandatfördelning i Skällinge landskommun 1942-1946
| 3 | 9 | 3 |

| 13 |

| 2 | 13 |

| 13 |